# Francisco Javier Cruz
Pour les articles homonymes, voir Francisco Cruz.
Francisco Javier Cruz Jiménez (né le 24 mai 1966 à San Luis Potosí) est un joueur de football mexicain.

## Biographie

### Rayados
Il est l'un des acteurs du premier championnat remporté par les Rayados. Il est le meilleur buteur du championnat 86 (à égalité avec Sergio Lira de Tampico avec 14 buts). Il délivre également la passe décisive à Sergio « Alvin » Perez qui sauve l'équipe de la relégation en mai 1999.

### Tigres
Il part ensuite jouer aux Tigres, où il se révèle être un prolifique buteur. Il fait remonter l'équipe en première division après sa privatisation.

### Équipe nationale
« El Abuelo » Cruz joue avec l'équipe du Mexique, et participe à la coupe du monde de football 1986, où ils perdent en quarts-de-finale contre l'Allemagne de l'ouest à l'Estadio Universitario de Monterrey. Lors de la prolongation, il inscrit un but qui est refusé pour hors-jeu. Ils sont finalement battus aux tirs au but.
Il manque ensuite la coupe du monde de football 1994 à cause d'une blessure, bien qu'il marque le but qui les qualifient dans la compétition.